# Turn-Weltmeisterschaften 1983
Die 22. Turn-Weltmeisterschaften fanden 1983 vom 23. bis 30. Oktober in Budapest, Ungarn statt. An ihnen nahmen Athleten aus 41 Ländern teil. Die Sowjetunion war wie schon bei den letzten Weltmeisterschaften mit neun Titeln die erfolgreichste Mannschaft und stellte mit Dmitri Bilosertschew den erfolgreichsten Teilnehmer der Meisterschaften. Er gewann nicht nur überlegen den Mehrkampf, sondern auch die Titel am Pauschenpferd, an den
Ringen und am Reck. Am Pauschenpferd gewann er mit nie zuvor gegeben 20,000 Punkten. Maxi Gnauck aus der DDR war die einzige, die einen Titel der WM von Moskau verteidigen konnte. Zum dritten Male hintereinander gewann sie am Stufenbarren, dass außer ihr noch keinem Sportler bei Weltmeisterschaften gelang.

## Zeitplan
| Zeitplan                    | Zeitplan                            | Zeitplan                                        |
| Tag                         | Zeit                                | Wettbewerbe                                     |
| --------------------------- | ----------------------------------- | ----------------------------------------------- |
| Sonntag 23. Oktober 1983    | Vormittag                           | Eröffnungsfeier                                 |
| Montag 24. Oktober 1983     | 08.00 – 22.30 Uhr                   | Pflicht der Männer                              |
| Dienstag 25. Oktober 1983   | 07.40 – 21.35 Uhr                   | Pflicht der Frauen                              |
| Mittwoch 26. Oktober 1983   | 08.00 – 22.30 Uhr                   | Mannschaftskür der Männer                       |
| Donnerstag 27. Oktober 1983 | 07.40 – 21.35 Uhr                   | Mannschaftskür der Frauen                       |
| Freitag 28. Oktober 1983    | 16.00 – 19.00 Uhr                   | Mehrkampffinale der Männer                      |
| Samstag 29. Oktober 1983    | 16.00 – 19.00 Uhr                   | Mehrkampffinale der Frauen                      |
| Sonntag 30. Oktober 1983    | 10.00 – 13.40 Uhr 16.00 – 18.40 Uhr | Gerätefinale der Männer Gerätefinale der Frauen |

## Ergebnisse

### Männer

#### Einzel-Mehrkampf
Der 16-jährige Europameister Dmitri Bilosertschew gewann überlegen den Weltmeistertitel im Mehrkampf. Damit wurde er der jüngste Weltmeister und stellte mit 119,200 Punkten einen neuen Spitzenwert auf. Bilosertschew erhielt als erster Turner der Welt in der Pflicht die Höchstnote „10“, für seine Übung am Pauschenpferd. Selbiges gelang wenig später dem Chinesen Tong Fei am Barren. Titelverteidiger Juri Koroljow patzte in der Pflicht am Reck und verpasste damit das Mehrkampffinale.
| Rang | Athlet               | Punkte  |
| ---- | -------------------- | ------- |
| 01   | Dmitri Bilosertschew | 119,200 |
| 02   | Kōji Gushiken        | 118,425 |
| 03   | Artur Akopjan        | 118,125 |
| 03   | Lou Yun              | 118,125 |
| 05   | György Guczoghy      | 117.975 |
| 06   | Li Ning              | 117.800 |
| 07   | Nobuyuki Kajitani    | 117.525 |
| 08   | Mitchell Gaylord     | 117.425 |
| 09   | Alexander Pogorelov  | 117,150 |
| 09   | Peter Vidmar         | 117,150 |
| …    |                      |         |
| 12   | Ulf Hoffmann         | 117.075 |
| 13   | Jens Fischer         | 117.050 |
| 15   | Sylvio Kroll         | 116.750 |
| 23   | Jürgen Geiger        | 115.900 |
| 27   | Andreas Japtok       | 115.800 |
| 33   | Daniel Winkler       | 115.200 |

#### Mannschaft
Die bereits nach der Pflicht in Führung liegende Riege aus China, sicherte sich den Titel nach der Mannschaftskür vor den Titelverteidigern aus der Sowjetunion. Die Chinesen errangen damit die 200. Goldmedaille in der Geschichte der Titelkämpfe. Hinter Japan und den USA, belegte die DDR den fünften Rang. Für die olympischen Turnwettbewerbe 1984 in Los Angeles, qualifizierten sich die ersten zwölf Mannschaften, welches mit ihrem achten Platz der Bundesrepublik Deutschland gelang.
| Rang | Land                | Athleten                                                                                                 | Punkte |
| ---- | ------------------- | --- | ------ |
| 1    | Volksrepublik China | Li Ning, Tong Fei, Lou Yun, Xu Xhiquiang, Li Xiaoping, Li Yuejiu                                         | 591,45 |
| 2    | Sowjetunion         | Dmitri Bilosertschew, Juri Koroljow, Wladimir Artjomow, Alexander Pogorelov, Artur Akopjan, Bohdan Makuz | 591.35 |
| 3    | Japan               | Kōji Gushiken, Nobuyuki Kajitani, Shinji Morisue, Kōji Sotomura, Mitsuaki Watanabe, Noritoshi Hirata     | 588,85 |
| 4    | Vereinigte Staaten  | Mitchell Gaylord, Jim Hartung, Bart Conner, Peter Vidmar, Scott Johnson, Tim Daggett                     | 585,65 |
| 5    | DDR                 | Bernd Jensch, Jens Fischer, Sylvio Kroll, Ulf Hoffmann, Thorsten Mettke, Holger Zeig                     | 584,95 |
| 6    | Ungarn              | György Guczoghy, József Kakut, Zsolt Borkai, Ferenc Donáth, Jenő Paprika, Sándor Altorjai                | 581,55 |
| …    |                     | |        |
| 8    | BR Deutschland      | Jürgen Geiger, Andreas Japtok, Daniel Winkler, Volker Rohrwick, Albert Haschar, Wolfgang Wagner          | 576,30 |

#### Boden
| Rang | Athlet               | Punkte |
| ---- | -------------------- | ------ |
| 1    | Tong Fei             | 19,900 |
| 2    | Dmitri Bilosertschew | 19,875 |
| 3    | Li Ning              | 19,800 |
| 4    | Juri Koroljow        | 19.750 |
| 5    | Bart Conner          | 19.725 |
| 6    | Casimiro Suarez      | 19.650 |
| 7    | Sylvio Kroll         | 19.600 |
| 8    | Koji Sotomura        | 19.450 |

#### Pauschenpferd
| Rang | Athlet               | Punkte |
| ---- | -------------------- | ------ |
| 1    | Dmitri Bilosertschew | 20,000 |
| 2    | György Guczoghy      | 19,950 |
| 2    | Li Xiaoping          | 19,950 |
| 4    | Li Ning              | 19.900 |
| 5    | Juri Koroljow        | 19.850 |
| 5    | Sylvio Kroll         | 19.850 |
| 7    | Bart Conner          | 19.800 |
| 7    | Kōji Gushiken        | 19.800 |

#### Ringe
| Rang | Athlet               | Punkte |
| ---- | -------------------- | ------ |
| 1    | Dmitri Bilosertschew | 19,925 |
| 1    | Kōji Gushiken        | 19,925 |
| 3    | Li Ning              | 19.900 |
| 4    | Jens Fischer         | 19.800 |
| 4    | Koji Sotomura        | 19.800 |
| 6    | Ferenc Donáth        | 19.750 |
| 7    | Plamen Petkow        | 19.700 |
| 7    | Levente Molnár       | 19.700 |

#### Sprung
| Rang | Athlet               | Punkte |
| ---- | -------------------- | ------ |
| 1    | Artur Akopjan        | 19,875 |
| 2    | Li Ning              | 19,850 |
| 3    | Bernd Jensch         | 19,825 |
| 4    | Lou Yun              | 19.800 |
| 4    | Sylvio Kroll         | 19.800 |
| 6    | Dmitri Bilosertschew | 19.775 |
| 7    | Shinji Morisue       | 19.750 |
| 8    | Noritoshi Hirata     | 19.725 |

#### Barren
| Rang | Athlet            | Punkte |
| ---- | ----------------- | ------ |
| 1    | Wladimir Artjomow | 19,950 |
| 1    | Lou Yun           | 19,950 |
| 3    | Koji Sotomura     | 19.850 |
| 3    | Tong Fei          | 19.850 |
| 5    | Kōji Gushiken     | 19.800 |
| 6    | Bart Conner       | 19.750 |
| 6    | Juri Koroljow     | 19.750 |
| 8    | Roberto Leon      | 19.725 |

#### Reck
| Rang | Athlet               | Punkte |
| ---- | -------------------- | ------ |
| 1    | Dmitri Bilosertschew | 19,850 |
| 2    | Alexander Pogorelov  | 19,825 |
| 2    | Philippe Vatuone     | 19,825 |
| 4    | Tong Fei             | 19.800 |
| 4    | Shinji Morisue       | 19.800 |
| 6    | Xu Xhiquiang         | 19.750 |
| 7    | Mitsuaki Watanabe    | 19.500 |
| 8    | Peter Vidmar         | 19.250 |

### Frauen

#### Einzel-Mehrkampf
Die 18-jährige Natalja Jurtschenko gewann mit einem neuen Spitzenwert von 79,350 Punkten den Weltmeistertitel im Mehrkampf. Das war bereits die sechste Goldmedaille in ununterbrochener Reihenfolge seit 1970 für die Sowjetunion. Titelverteidigerin und Europameisterin Olga Bitscherowa qualifizierte sich nicht für das Mehrkampffinale. Die nach der Pflicht führende Maxi Gnauck aus der DDR, belegte nach zwei Patzern Rang sieben.
| Rang | Athletin            | Punkte |
| ---- | ------------------- | ------ |
| 01   | Natalja Jurtschenko | 79,350 |
| 02   | Olga Mostepanowa    | 79,000 |
| 03   | Ecaterina Szabó     | 78,975 |
| 04   | Boriana Stojanowa   | 78,775 |
| 05   | Tatjana Frolowa     | 78.725 |
| 06   | Lavinia Agache      | 78.575 |
| 07   | Maxi Gnauck         | 78.425 |
| 08   | Zoja Grantcharova   | 78.350 |
| 09   | Laura Cutina        | 78.275 |
| 10   | Chen Yongyan        | 78,175 |
| …    |                     |        |
| 12   | Sylvia Rau          | 78.025 |
| 15   | Gabriele Fähnrich   | 77.725 |
| 19   | Yvonne Haug         | 76.850 |
| 23   | Anja Wilhelm        | 76.450 |
| 33   | Brigitta Lehmann    | 75.225 |

#### Mannschaft
Die bereits nach der Pflicht führende Riege aus der Sowjetunion, verteidigte souverän ihren Titel vor Rumänien und der DDR. Auch bei den Frauen qualifizierten sich die ersten zwölf Mannschaften für die olympischen Turnwettbewerbe 1984, welches die Riege der Bundesrepublik Deutschland mit ihren achten Platz schaffte.
| Rang | Land                | Athletinnen                                                                                                   | Punkte |
| ---- | ------------------- | --- | ------ |
| 1    | Sowjetunion         | Natalja Jurtschenko, Olga Mostepanowa, Olga Bitscherowa, Natalja Ilijenko, Tatjana Frolowa, Albina Schischowa | 393,45 |
| 2    | Rumänien            | Lavinia Agache, Ecaterina Szabó, Laura Cutina, Mihaela Stănuleț, Mirela Barbălată, Simona Renciu              | 392,10 |
| 3    | DDR                 | Maxi Gnauck, Sylvia Rau, Gabriele Fähnrich, Astrid Heese, Diana Morawe, Bettina Schieferdecker                | 389,25 |
| 4    | Bulgarien           | Silwija Topalowa, Boriana Stojanowa, Darina Lazarova, Zoja Grantcharova, Bojanka Demireva, Diana Dudeva       | 388,95 |
| 5    | Volksrepublik China | Ma Yanhong, Wang Xiaoyan, Wu Jiani, Chen Yongyan, Zhou Qiurui, Yang Yanli                                     | 387,65 |
| 6    | Tschechoslowakei    | Hana Říčná, Jana Gajdošová, Helena Martínková, Jana Labáková, Martina Polcrova, Iva Červenková                | 386,95 |
| …    |                     | |        |
| 8    | BR Deutschland      | Astrid Beckers, Yvonne Haug, Elke Heine, Brigitta Lehmann, Heike Schwarm, Anja Wilhelm                        | 384,40 |

#### Sprung
| Rang | Athletin            | Punkte |
| ---- | ------------------- | ------ |
| 1    | Boriana Stojanowa   | 19.825 |
| 2    | Lavinia Agache      | 19.800 |
| 2    | Ecaterina Szabó     | 19.800 |
| 4    | Maxi Gnauck         | 19.775 |
| 5    | Olga Bitscherowa    | 19.650 |
| 6    | Sylvia Rau          | 19.625 |
| 6    | Julianne McNamara   | 19.625 |
| 8    | Natalja Jurtschenko | 19.500 |

#### Stufenbarren
| Rang | Athletin          | Punkte |
| ---- | ----------------- | ------ |
| 1    | Maxi Gnauck       | 19.925 |
| 2    | Lavinia Agache    | 19.800 |
| 2    | Ecaterina Szabó   | 19.800 |
| 4    | Tatjana Frolowa   | 19.775 |
| 5    | Gabriele Fähnrich | 19.750 |
| 6    | Silwija Topalowa  | 19.625 |
| 7    | Julianne McNamara | 19.275 |
| 8    | Hana Říčná        | 19.200 |

#### Balken
| Rang | Athletin         | Punkte |
| ---- | ---------------- | ------ |
| 1    | Olga Mostepanowa | 19.775 |
| 2    | Hana Říčná       | 19.750 |
| 3    | Lavinia Agache   | 19.675 |
| 4    | Maxi Gnauck      | 19.275 |
| 5    | Sylvia Rau       | 19.250 |
| 5    | Tatjana Frolowa  | 19.250 |
| 7    | Iva Červenková   | 19.150 |
| 8    | Anja Wilhelm     | 19.125 |

#### Boden
| Rang | Athletin          | Punkte |
| ---- | ----------------- | ------ |
| 1    | Ecaterina Szabó   | 19.975 |
| 2    | Olga Mostepanowa  | 19.900 |
| 3    | Boriana Stojanowa | 19.850 |
| 4    | Lavinia Agache    | 19.800 |
| 5    | Zoja Grantcharova | 19.725 |
| 6    | Chen Yongyan      | 19.700 |
| 7    | Diana Morawe      | 19.575 |
| 8    | Kathy Johnson     | 19.175 |

## Medaillenspiegel
| Rang | Land                | Gold | Silber | Bronze | Gesamt |
| ---- | ------------------- | ---- | ------ | ------ | ------ |
| 1    | Sowjetunion         | 9    | 5      | 1      | 15     |
| 2    | Volksrepublik China | 3    | 2      | 4      | 9      |
| 3    | Rumänien            | 1    | 5      | 2      | 8      |
| 4    | Japan               | 1    | 1      | 2      | 4      |
| 5    | DDR                 | 1    | –      | 2      | 3      |
| 6    | Bulgarien           | 1    | –      | 1      | 2      |
| 7    | Ungarn              | –    | 1      | –      | 1      |
| 7    | Frankreich          | –    | 1      | –      | 1      |
| 7    | Tschechoslowakei    | –    | 1      | –      | 1      |